# Henricia pagenstecheri
Henricia pagenstecheri is een zeester uit de familie Echinasteridae.
De wetenschappelijke naam van de soort werd in 1885 gepubliceerd door Théophile Rudolphe Studer.